# Jesús Gerardo Cortez Mendoza
Jesús Gerardo Cortez Mendoza (n. 28 de enero de 1963) es un contador y político mexicano, miembro del Partido Acción Nacional y Diputado federal en representación del IV Distrito Electoral Federal de Baja California en la LXI Legislatura.